# Renate Jansen
Renate Jansen, född den 7 december 1990 i Haarlemmermeer, är en nederländsk fotbollsspelare som spelar för FC Twente. 
Jansen ingick i den nederländska landslagstruppen i såväl europamästerskapet på hemmaplan år 2017, som Nederländerna också vann, och världsmästerskapet i Frankrike år 2019.